# Binghamton Rangers
I Binghamton Rangers sono stati una squadra di hockey su ghiaccio dell'American Hockey League con sede nella città di Binghamton, nello Stato di New York. Nati nel 1990 e sciolti nel 1997, nel corso degli anni sono stati affiliati alla franchigia dei New York Rangers.

## Storia
I Binghamton Rangers nacquero nel 1990 come formazione affiliata ai New York Rangers colmando il vuoto lasciato dai Binghamton Whalers, squadra affiliata dal 1980 agli Hartford Whalers. I Whalers infatti nel 1990 strinsero un nuovo accordo affiliandosi in AHL con gli Springfield Indians.
Nel corso della loro storia i Rangers vinsero quattro titolo divisionali e conclusero la stagione regolare 1992-1993 al primo posto della lega. Nei playoff non riuscirono mai a superare il secondo turno, mancando l'accesso solo nella stagione 1993-1994.
Nel 1997 gli Hartford Whalers si trasferirono in Carolina del Nord, e al suo posto l'organizzazione dei Rangers scelse di trasferire la franchigia di AHL di Binghamton ad Hartford, dove assunse la denominazione di Hartford Wolf Pack.

### Affiliazioni
Nel corso della loro storia i Binghamton Rangers sono stati affiliati alle seguenti franchigie della National Hockey League:
- New York Rangers: (1990-1997)

## Record stagione per stagione
| Stagione           | Division     | Gare | V  | S  | P  | OTL | Punti | GF  | GS  | Piazzamento | Play-off                                                      |
| ------------------ | ------------ | ---- | -- | -- | -- | --- | ----- | --- | --- | ----------- | ------------------------------------------------------------- |
| Binghamton Rangers |              |      |    |    |    |     |       |     |     |             |                                                               |
| 1990-91            | South        | 80   | 44 | 30 | 6  | -   | 94    | 318 | 274 | 2°          | vince 1º turno (Baltimore) 4-2 perde 2º turno (Rochester) 0-4 |
| 1991-92            | South        | 80   | 41 | 30 | 9  | -   | 91    | 318 | 277 | 1°          | vince 1º turno (Utica) 4-0 perde 2º turno (Rochester) 3-4     |
| 1992-93            | South        | 80   | 57 | 13 | 10 | -   | 124   | 392 | 246 | 1°          | vince 1º turno (Baltimore) 4-3 perde 2º turno (Rochester) 3-4 |
| 1993-94            | South        | 80   | 33 | 38 | 9  | -   | 75    | 312 | 322 | 5°          |                                                               |
| 1994-95            | South        | 80   | 43 | 30 | 7  | -   | 93    | 302 | 261 | 1°          | vince 1º turno (Rochester) 4-1 perde 2º turno (Cornwall) 2-4  |
| 1995-96            | South        | 80   | 39 | 31 | 7  | 3   | 88    | 333 | 331 | 1°          | perde 1º turno (Syracuse) 1-3                                 |
| 1996-97            | Empire State | 80   | 27 | 38 | 13 | 2   | 69    | 245 | 300 | 5°          | perde 1º turno (St. John's) 1-3                               |

## Record della franchigia

### Singola stagione
Gol: 54  Don Biggs (1992-93)
Assist: 84  Don Biggs (1992-93)
Punti: 138  Don Biggs (1992-93)
Minuti di penalità: 361  Peter Fiorentino (1990-91)
Media gol subiti: 2.79  Corey Hirsch (1992-93)
Parate %: .904  Corey Hirsch (1992-93)

### Carriera
Gol: 95  Jean-Yves Roy
Assist: 146  Craig Duncanson
Punti: 227  Craig Duncanson
Minuti di penalità: 1581  Peter Fiorentino
Vittorie: 71  Corey Hirsch
Shutout: 3  Dan Cloutier
Partite giocate: 386  Peter Fiorentino

## Palmarès

### Premi di squadra
- Frank Mathers Trophy: 1

1995-1996
- John D. Chick Trophy: 3

1991-1992, 1992-1993, 1994-1995

### Premi individuali
- Aldege "Baz" Bastien Memorial Award: 1

Corey Hirsch: 1992-1993
- Dudley "Red" Garrett Memorial Award: 1

Corey Hirsch: 1992-1993
- Eddie Shore Award: 1

Barry Richter: 1995-1996
- Harry "Hap" Holmes Memorial Award: 1

Corey Hirsch e Boris Rousson: 1992-1993
- John B. Sollenberger Trophy: 1

Don Biggs: 1992-1993
- Les Cunningham Award: 1

Don Biggs: 1992-1993